# Condado de Baraga
El condado de Baraga (en inglés: Baraga County), fundado en 1875, es un condado del estado estadounidense de Míchigan. En el año 2000 tenía una población de 8.674 habitantes con una densidad de población de 4 personas por km². La sede del condado es L'Anse.

## Geografía
Según la oficina del censo el condado tiene una superficie total de 2769 km² (1069,1 mi²), de los que 2341 km² (903,9 mi²) son tierra y 427 km² (164,9 mi²) (15,24%) son agua.

## Condados adyacentes
- Condado de Marquette - este
- Condado de Iron - sur
- Condado de Houghton - oeste

### Principales carreteras y autopistas
- U.S. Autopista 41
- U.S. Autopista 141
- Carretera estatal 28
- Carretera estatal 38

### Espacios protegidos
En este condado se encuentran parte del bosque nacional de Ottawa y del parque histórico nacional de Keweenaw.

## Demografía
Según el censo del 2000 la renta per cápita media de los habitantes del condado era de 33.673 dólares y el ingreso medio de una familia era de 42.500 dólares. En el año 2000 los hombres tenían unos ingresos anuales 32.138 dólares frente a los 22.030 dólares que percibían las mujeres. El ingreso por habitante era de 15.860 dólares y alrededor de un 11,10% de la población estaba bajo el umbral de pobreza nacional.

## Lugares

### Villas
- Baraga
- L'Anse

### Lugar designado por el censo
- Zeba

### Comunidades no incorporadas
- Alberta
- Arnheim
- Assinins
- Aura
- Bear Town
- Covington
- Herman
- Huron Bay
- Imperial Heights
- Keweenaw Bay
- Nestoria
- Pelkie
- Pequaming
- Skanee
- Three Lakes
- Tioga
- Tunis
- Vermilac
- Watton

### Municipios
- Municipio de Arvon
- Municipio de Baraga
- Municipio de Covington
- Municipio de L'Anse
- Municipio de Spurr